# رقابة الجودة في البرمجيات
رقابة الجودة في البرمجيات هي مجموعة من الإجراءات التي تستخدمها المنظمات لضمان أن منتج (برنامج) سيفي بأهداف الجودة الخاصة به بأفضل قيمة للعميل، ولتحسين قدرة المنظمة باستمرار على إنتاج منتجات البرمجيات في المستقبل .
يشير التحكم في جودة البرامج إلى المتطلبات الوظيفية المحددة بالإضافة إلى المتطلبات غير الوظيفية مثل الدعم والأداء وسهولة الاستخدام. كما يشير إلى قدرة البرامج على الأداء الجيد في سيناريوهات غير متوقعة والحفاظ على معدل عيوب منخفض نسبيًا.
تؤدي هذه الإجراءات المحددة والمتطلبات المحددة إلى فكرة التحقق والمصادقة واختبار البرمجيات.

## أنشطة مراقبة الجودة
- التحقق من توثيق الافتراضات والمعايير لاختيار البيانات والعوامل المختلفة المتعلقة بالبيانات.
- التحقق من وجود أخطاء النسخ في إدخال البيانات والمرجع.
- التحقق من سلامة ملفات قاعدة البيانات.
- التحقق من الاتساق في البيانات.
- التحقق من صحة حركة بيانات المخزون بين خطوات المعالجة.
- التحقق من عدم اليقين في البيانات وملفات قواعد البيانات وما إلى ذلك.
- مراجعة الوثائق الداخلية.
- التحقق من التغييرات المنهجية والبيانات الناتجة عن إعادة الحسابات.
- إجراء فحوصات الاكتمال.
- مقارنة النتائج بالنتائج السابقة

## طرق الرقابة في البرامج
إطار برنامج مختبر روما "Rome laboratory Software framework"
نموذج جي كيو إم
نموذج إدارة المخاطر
نموذج خطط نفذ تحقق صحح لمراقبة الجودة
مراقبة جودة البرمجيات الشاملة
النموذج اللولبي لتطوير البرمجيات
أداة إدارة التحكم